# ألين فرايس
ألين فرايس (بالفرنسية: Aline Friess)‏ هي لاعبة جمباز فني فرنسية ولدت في يوم 5 يوليو 2003 في بلدة أوبيرناي في فرنسا. شاركت في عدة بطولات ولم تحقق أي ميدالية حتى الآن.